# Apple H1
De Apple H1 is een processor-audiochip die verwerkt is in hearables van Apple Inc. en zijn dochterbedrijf Beats Electronics. De chip is ontworpen door Apple en werd voor het eerst toegepast in de tweede generatie AirPods uit 2019. 
De H1 is een verbeterde versies gericht van de Apple W1, de H1 is meer ontworpen om een betere verbinding te leggen met de apparaten van Apple en zorgt voor een lager energieverbruik. De H in Apple H1 staat dan ook voor Hearables, en is de W1 meer toegespitst voor wearables zoals de Apple Watch. 

## Functie
Met de H1 worden de volgende functies mogelijk:
- Gebruik van het Hé Siri-commando op de spraakassistent Siri op te roepen
- Stabielere draadloze verbinding met apparaten.
- Twee keer zo snel wisselen tussen actieve apparaten.
- 1,5 keer snellere verbindingstijd bij telefoongesprekken.
- Energiezuiniger, met als gevolg één extra uur spreektijd bij bellen.
- Draadloos opladen van het doosje.
- Dertig procent lagere latency bij gamen

## Apparaten
Apparaten waarin de Apple H1 in is verwerkt:

### AirPods
- AirPods 2
- AirPods Pro
- AirPods Max

### Beats
- PowerBeats Pro
- Beats Solo Pro